# Arroyo de la Luz
Arroyo de la Luz ist eine spanische Kleinstadt und eine Gemeinde (municipio) mit 5.520 Einwohnern (Stand: 2024) in der Provinz Cáceres (Extremadura). 
Die Nekropole von Arroyo de la Luz (spanisch Necrópolis visigoda de Arroyo de la Luz) liegt in den Granitfelsen der Dehesa de La Luz, nördlich von Arroyo de la Luz.

## Bevölkerungsentwicklung
| Jahr      | 1842  | 1900  | 1950   | 2001  | 2019  |
| Einwohner | 7 395 | 7 279 | 10 515 | 6 594 | 5 811 |